# Ковчег 47 Лібра
Ковчег 47 Лібра (рос. Ковчег 47 Либра) — роман російського астрофізика й письменника-фантаста Бориса Штерна. Виданий у 2016 році у видавництві «Троїцький варіант» («Тровант»).

## Концепція книги
У передмові автор зазначає, що задум твору з'явився за чверть століття до його втілення.
Ідея книги наступна — описати реалістичний спосіб колонізації екзопланети. Автор прагнув не вводити в канву твору невідкритих наразі законів природи, виходячи таким чином за межі тієї картини світу, яку дає сучасна фізика. За висловом Бориса Штерна, книга написана в умовному жанрі «надтвердої фантастики», що, проте, не виключає дрібних неточностей і натяжок у планетології, біології, кліматології і т. ін.

## Сюжет
У середині XXII століття на Землі панує несприятлива для науково-технічного прогресу суспільно-політична ситуація. На Землі переважує ідеологія повільного безпечного впровадження нових технологій, науковці живуть у своєрідних резерваціях. 60-ирічний Марк Селін у діалозі з уявним малим собою міркує, що потрібно колонізувати планету 47 Лібра b, оскільки в майбутньому за це може ніхто не взятися.
Окремі ентузіасти розробляють масштабний проект із колонізації планети 47 Лібра b. Алекс Селін проводить пресконференцію, на якій згуртовує однодумців і переконує громадськість у доцільності колонізації, описавши технологічні, екологічні та моральні перспективи.
Після смерті Алекса фонд будівництва «Ковчега» для колонізації далекої планети (названої Селіною) продовжує діяти. В космічну мандрівку вдається відправити заморожені людські ембріони, адже триватиме вона не одне тисячоліття.
Через 12 тисяч років «Ковчег» досягає планети і в автоматичному режимі будує на поверхні базу. Роботи «мурахи» створюють споруди, аеростати поширюють насіння рослин. Через тисячу років на Селіні ростуть ліси, а через 10 тисяч років роботи вирощують у інкубаторах тварин.
Минуло 20 тисяч років від початку колонізації. Група людей дізнається, що їхніх предків вирощували роботи. Джан, Кет і Жуль знаходять запис Алекса Селіна, з якого розуміють необхідність експансії по планеті. Але розвитку їхнього суспільства перешкоджає низька народжуваність, яка майже повністю підтримується тільки використанням заморожених ембріонів. Колоністи ухвалюють рішення заохочувати фертильних жінок щомісяця здавати яйцеклітини, щоб за декілька поколінь зменшити кількість безплідних до мінімуму.
Населення досягає 8 млн осіб і далі зменшується. Поступово людство Селіни вимирає і останні його представники облаштовують цілий континент для розвитку тварин.
Нащадки собак, аррусихани, після зникнення людей досягають племінного ладу. Пес УхиррМухх будує телятник і знаходить сховище людських знань. Через 500 тисяч років після прибуття «Ковчега» аррусихан-антрополог Хрумм Вир Арух проводить конференцію, на якій розповідає про людей. За його словами, аррусихани створили більш альтруїстичне, атеїстичне суспільство. Вони роздумують над можливістю власних польотів у космос і відтворення людей.
Минає ще багато років і Арзух Гра Урма працює над відновленням «Ковчега», щоб використати його технології для польоту до іншої планети.